# Binauralni ritam
Binauralni ritam se koristi kod stimulacije mozga pomoću zvukova različitih frekvencija, u svrhu izazivanja različitih emotivnih stanja i stanja svijesti. 
Efekt binauralnog ritma je otkrio 1839. Heinrich Wilhelm Dove.
Zvukovi se puštaju preko klasičnih stereo slušalica. U svakoj slušalici se pušta različita frekvencija, a razlika između dvije frekvencije stvara binauralni ritam koji se raspoznaje kao pulsirajući (vibrirajući) zvuk.
Vibracije su brže ako je razlika između dviju frekvencija veća ili sporije u slučaju kada je razlika manja.
EEG mjerenjem moždanih valova uočilo se da ovisno o tome što čovjek radi ili u kakvom je mentalnom stanju mozak odašilje frekvenije određenog spektra koji je svrstan u pet grupa:
| Frekvencijski opseg | Naziv | Javlja se kod: |
| ------------------- | ----- | --- |
| > 40 Hz             | Gama  | Visoke moždane akivnosti, percepcija, analiziranje, strah |
| 13–40 Hz            | Beta  | Svakodnevno stanje koncentriranih radnji, obična svjesnost, u Beta spektru se javljaju emocije straha, napetosti, zabrinutosti, gladi, iznenađenja i sl.                                                                               |
| 7–13 Hz             | Alpha | Opušteno budno stanje, integracija mentalnog i fizičkog, u Alpha stanju stimulacijom binauralnim ritmom od 8Hz dolazi do sinkronizacije lijeve i desne strane mozga što je vrlo teško postići u svakodnevnom ljudskom mentalnom stanju |
| 4–7 Hz              | Theta | Stanje duboke relaksacije, pospanost, REM, san, kreativnost, imaginacija, inspiracija i određena hipnotička stanja svijesti. Theta stanje se smatra odgovornim za učenje, prihvaćanje novih znanja                                     |
| < 4 Hz              | Delta | Veže se za duboki san bez snova, stanje transa, određene frekvencije iz delta područja utječu na otpuštanje hormona rasta koji utječe na regeneraciju organizma                                                                        |